# كورة كاني (أيل غورك)
کورة کاني (بالفارسية: کوره‌کانی) هي قرية تقع في إيران في قسم أيل غورك الريفي. يقدر عدد سكانها بـ 110 نسمة بحسب إحصاء 2016.